# Огоньок (Ібресинський район)
Огоньо́к (рос. Огонёк, чув. Огонек) — селище у складі Ібресинського району Чувашії, Росія. Входить до складу Ширтанського сільського поселення.
Населення — 163 особи (2010; 195 у 2002).
Національний склад:
- чуваші — 94 %